# پایگاه عملیات اصلی پرایس
پایگاه عملیات اصلی پرایس یک پایگاه عملیات اصلی متعلق به نیروهای بین‌المللی کمک به امنیت (ISAF) در ولسوالی نهر سراج در ولایت هلمند در جنوب کشور افغانستان بود.

## استفاده
این پایگاه که در سال ۲۰۰۶ ساخته شده و تا سال ۲۰۱۲ یک پایگاه عملیات خط مقدم بود که پس از آن گسترش یافت.
از سال ۲۰۰۷ تا ۲۳ ژوئیه ۲۰۱۳ مرکز فرماندهی واحد ارتشی مرکب از پنج گروهان نیروهای دفاعی سلطنتی دانمارک بود و نیروی زمینی بریتانیا از سال ۲۰۰۶ تا پیش از بسته شدن آن در ۲۰۱۴ در عملیات هریک از آن به عنوان پایگاه نظامی استفاده می‌کردند.
یگان‌های رزمی گوناگونی از نیروی زمینی ایالات متحده آمریکا از این پایگاه استفاد کرده‌اند.

## توسعه
با وجود خروج نیروهای بریتانیا، در نوامبر ۲۰۱۲ این پایگاه توسط ۲۱ نفر از مهندسان سلطنتی توسعه پیدا کرد.

## پایان کار
این پایگاه در مارس ۲۰۱۴ بسته شد.